# 1996년 삼성 라이온즈 시즌
1996년 삼성 라이온즈 시즌은 삼성 라이온즈가 KBO 리그에 참가한 15번째 시즌이다. 백인천 감독이 팀을 이끈 첫 시즌으로, 이종두가 주장을 맡았다. 
팀은 감독의 믿음 부족 뿐 아니라  김상엽 김태한 김성래 등 주축 선수들의 부진으로 8팀 중 정규시즌 6위에 그쳐 3년 연속으로 포스트시즌 진출에 실패했다.
한편, 백인천 감독은 1995년 OB 감독 물망에 거론됐으나 너무 강한 개성 탓인지 탈락했고 이 복수로 본인(백인천)의 감독 복귀 경기(VS OB)에서 승리를 거두기도 했는데 이에 앞서 1988년 시즌 뒤 박영길 감독 후임 물망에 거론됐지만 구단 측의 반대로 무산됐으며 1990년 11월 3일 3년 계약으로 취임했던 김성근 감독이 부임 첫 해인 1991년 스파르타식 강훈련으로 우승에 대한 의욕을 보였으나 본인의 지나친 스파르타식 강훈련 때문에 같은 해 3위로 추락한 경험 탓인지 1992년 훈련 강도를 낮춘 한편 7년 만에 미국(베로비치)에서 전지훈련을 실시한 데 이어  미국에서 귀국하던 길에 일본 노베오카에서도 전지훈련을 했음에도 선수들이 시차 적응에 실패하여 4위로 간신히 진출한 준플레이오프에서 롯데 자이언츠에게 2전 2패로 스윕을 당해 탈락한 충격 탓인지 계약기간 1년을 남겨두고 중도하차하자 후임 물망에 거론됐지만 김성근 감독과 똑같은 스타일(강한 개성-스파르타식 훈련)이라 탈락했으며 김성근 감독의 중도하차 과정에서  1989년 12월 5일부터 2년 계약했다가 1991년 12월 4일부터  3년 재계약한 유백만 수석코치의 계약도 해지된 데다  계약 기간이 남았던   김무종 배터리코치를 제외한 다른 일본인 코치와 인스트럭터가 일본으로 돌아갔고 김무종 코치와 똑같이 계약 기간이 남은 손상득 2군 배터리코치 이선희 2군 투수코치 박용진 2군감독이 팀에 잔류했다.

## 타이틀
- KBO 골든글러브: 양준혁 (외야수)
- 올스타 선발: 류중일 (유격수)
- 올스타전 추천선수: 최재호, 박충식, 양준혁
- 컴투스프로야구 KBO 베스트 라인업: 양준혁 (지명타자)
- 컴투스프로야구 삼성 라이온즈 베스트 라인업: 양준혁 (지명타자)
- 컴투스프로야구2022 타이틀홀더 라인업: 양준혁 (우익수)
- 타격 WAR: 양준혁 (9.20)
- 출장(타자): 양준혁 (126)
- 안타: 양준혁 (151)
- 2루타: 양준혁 (33)
- 루타: 양준혁 (272)
- 타율: 양준혁 (0.346)
- 장타율: 양준혁 (0.624)
- OPS: 양준혁 (1.076)

### 퓨처스리그
- 남부리그 출장(타자): 하춘동 (58)
- 타석: 하춘동 (245)
- 타수: 하춘동 (218)
- 타율: 김승관 (0.395)
- 출루율: 김승관 (0.466)
- 장타율: 김승관 (0.623)
- OPS: 김승관 (1.088)
- 남부리그 안타: 김승관 (66)
- 남부리그 1루타: 하춘동 (49)
- 2루타: 김승관 (24)
- 3루타: 최찬욱 (6)
- 남부리그 타점: 김승관 (37)
- 완투: 정성훈 (6)
- 다승: 정성훈 (9)
- 이닝: 정성훈 (130)
- 상대한 타자 수: 정성훈 (529)
- 탈삼진: 정성훈 (106)

## 선수단
- 선발투수: 최창양, 김인철, 성준, 김태한, 장형석, 이태일
- 구원투수: 전병호, 이상훈, 장정순, 최재호, 최한림, 박석진, 박태순, 감병훈
- 마무리투수: 박충식, 김상엽, 최한경, 곽채진, 신성필
- 포수: 박선일, 김성현, 김경호, 최형현, 임채영, 김영진
- 1루수: 이승엽, 김승관
- 2루수: 김재걸, 차상욱, 강기웅
- 유격수: 류중일, 김태룡
- 3루수: 김태균, 정경배, 김한수
- 좌익수: 이종두, 이중화, 동봉철, 이병훈, 전상렬, 양용모
- 중견수: 신동주, 이정훈
- 우익수: 양준혁, 최익성, 김훈
- 지명타자: 이동수, 이만수, 하춘동, 홍광천, 이계성, 김성래, 김헌수, 박규대, 김진삼

## 여담
- 강기웅은 이 시즌을 끝으로 은퇴하여 KBO 리그 통산 3000타석 미만 타자 중 통산 최다 희생플라이(34)로 은퇴한 타자가 되었다.
- 이 시즌은 KBO 리그 사상 4번째로 규정 이닝 충족 투수 전원이 양수 WAR을 기록한 시즌이다. 이 중 가장 WAR이 낮았던 최재호는 WAR 0.62를 기록했다.